# Babaçulândia
Babaçulândia är en kommun i Brasilien.   Den ligger i delstaten Tocantins, i den centrala delen av landet, 1 000 km norr om huvudstaden Brasília. Antalet invånare är 10 446.
Omgivningarna runt Babaçulândia är huvudsakligen savann. Runt Babaçulândia är det mycket glesbefolkat, med 6 invånare per kvadratkilometer.